# Peter und Bobby Farrelly

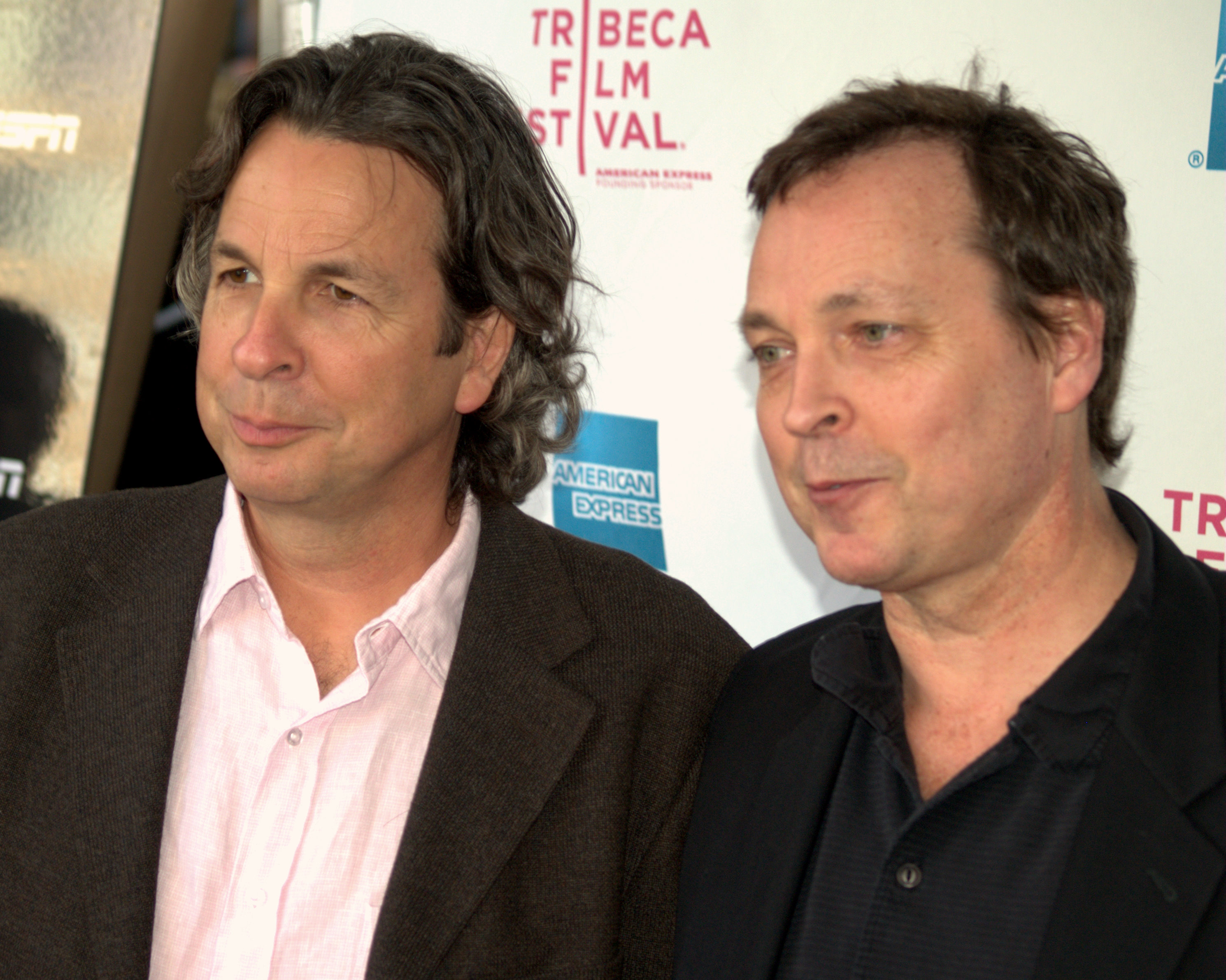
Peter und Bobby Farrelly (2009)

Die Brüder Peter John Farrelly (* 17. Dezember 1956 in Phoenixville, Pennsylvania, Vereinigte Staaten) und  Robert Leo „Bobby“ Farrelly Jr. (* 17. Juni 1958 in Cumberland, Rhode Island, Vereinigte Staaten) sind US-amerikanische Drehbuchautoren, Filmproduzenten und Filmregisseure, Peter ist darüber hinaus Romanautor.

## Leben
Im Jahr 1980 begannen die Brüder mit dem Schreiben von Drehbüchern; 1990 verkauften sie zwei Episoden für die Fernsehserie Seinfeld. Knapp vier Jahre danach folgte der Durchbruch mit der Komödie Dumm und Dümmer (1994), die weltweit ca. 200 Millionen Dollar einspielte und den Darsteller Jim Carrey bekannt machte. Nach der weniger erfolgreichen Komödie Kingpin (1996) gelang ihnen mit dem Blockbuster Verrückt nach Mary (1998) ein weiterer Erfolg. Es folgten Filme wie Ich, beide & sie und Schwer verliebt und die Komödie Unzertrennlich (2003). Im Jahr 2005 drehten sie mit Drew Barrymore die Liebeskomödie Ein Mann für eine Saison und 2007 Nach 7 Tagen – Ausgeflittert. Im Jahr 2011 veröffentlichten sie die Komödie Alles erlaubt – Eine Woche ohne Regeln. Bereits seit den 1990er Jahren arbeiteten beide an einer Verfilmung von The Three Stooges, welche im Jahr 2012 in die Kinos kam.
Im Jahr 2013 führte Peter Farrelly mit Movie 43 erstmals ohne seinen Bruder Regie. Im Jahr 2018 inszenierte er den Film Green Book – Eine besondere Freundschaft über die Bekanntschaft eines italoamerikanischen Chauffeurs mit dem bekannten afroamerikanischen Pianisten Don Shirley. Der Film war bei Kritikern und Publikum gleichermaßen erfolgreich und gewann den Oscar als Bester Film; zudem gewann Farrelly den Oscar für das Beste Drehbuch.

## Filmografie (Auswahl)

### Gemeinsame Filme
Zusammen haben die beiden Brüder bei einigen Comedy-Filmen Regie geführt, das Drehbuch geschrieben und als Produzent gearbeitet:
- 1994: Dumm und Dümmer (Dumb & Dumber)
- 1996: Kingpin
- 1998: Verrückt nach Mary (There’s something about Mary)
- 2000: Ich, beide & sie (Me, Myself & Irene)
- 2001: Osmosis Jones
- 2001: Schwer verliebt (Shallow Hal)
- 2003: Unzertrennlich (Stuck On You)
- 2005: Ein Mann für eine Saison (Fever Pitch)
- 2007: Nach 7 Tagen – Ausgeflittert (The Heartbreak Kid)
- 2011: Alles erlaubt – Eine Woche ohne Regeln (Hall Pass)
- 2012: Die Stooges – Drei Vollpfosten drehen ab (The Three Stooges)
- 2014: Dumm und Dümmehr (Dumb and Dumber To)

### Filmografie Peter Farrelly
- 2013: Movie 43
- 2018: Green Book – Eine besondere Freundschaft (Green Book)
- 2022: The Greatest Beer Run Ever (Regie und Drehbuch)
- 2024: Ricky Stanicky (Regie und Drehbuch)
- 2024: Dear Santa – Teuflische Weihnachten (Dear Santa, Drehbuch und Produktion)

### Filmografie Bobby Farrelly
- 2023: Champions
- 2024: Dear Santa – Teuflische Weihnachten (Dear Santa, Regie und Produktion)

### Auszeichnungen Peter Farrelly
Oscar
- 2019: Auszeichnung für den Besten Film (Green Book – Eine besondere Freundschaft) (gemeinsam mit Jim Burke, Charles B. Wessler, Brian Currie und Nick Vallelonga)
- 2019: Auszeichnung für das Beste Drehbuch (Green Book – Eine besondere Freundschaft) (gemeinsam mit Brian Currie und Nick Vallelonga)

Golden Globe Award
- 2019: Auszeichnung für den Besten Film – Komödie oder Musical (Green Book – Eine besondere Freundschaft)
- 2019: Nominierung für die Beste Regie (Green Book – Eine besondere Freundschaft)
- 2019: Auszeichnung für das Beste Drehbuch (Green Book – Eine besondere Freundschaft) (gemeinsam mit Brian Currie und Nick Vallelonga)

British Academy Film Award
- 2019: Nominierung für den Besten Film (Green Book – Eine besondere Freundschaft) (gemeinsam mit Jim Burke, Charles B. Wessler, Brian Currie und Nick Vallelonga)
- 2019: Nominierung für das Beste Originaldrehbuch (gemeinsam mit Brian Currie und Nick Vallelonga)

## Werke von Peter Farrelly als Schriftsteller (Auswahl)
- Outside Providence, auch verfilmt unter der Regie von Michael Corrente
- The Comedy Writer